# فرودگاه سن رافائل (آرژانتین)
فرودگاه سن رافائل (آرژانتین) (به انگلیسی: San Rafael Airport (Argentina)) (به زبان بومی: Aeropuerto San Rafael "Santiago Germano") یک فرودگاه همگانی مسافربری با کد یاتا AFA است که یک باند فرود آسفالت دارد و طول باند آن ۲۳۵۶ متر است. این فرودگاه در کشور آرژانتین قرار دارد و در ارتفاع ۷۵۳ متری از سطح دریا واقع شده است.